# Loncin Holdings
Loncin Holdings Company Limited — китайский многопрофильный конгломерат, основные интересы которого сосредоточены в сферах производства мотоциклов и двигателей, продажи автомобилей, переработки металлолома, инвестиций и финансовых услуг. Штаб-квартира расположена в Чунцине; входит в число 500 крупнейших предприятий Китая.

## История
В 1983 году предприниматель Ту Цзяньхуа начал свой бизнес в мастерской в районе Цзюлунпо города Чунцин. Постепенно он организовал цеха по производству металлических изделий (в том числе проволоки), тканей, пластмасс и резины, торговал сталью и другими металлами. В 1993 году Ту Цзяньхуа основал мотоциклетный завод Chongqing Loncin Traffic Mechanical Plant. В 2005 году Loncin Motor начала сотрудничество с BMW в области разработки и производства двигателей.
В 2010 году Chongqing Rural Commercial Bank вышел на Гонконгскую фондовую биржу. В 2012 году Loncin Motor вышла на Шанхайскую фондовую биржу, а Loncin Holdings приобрёл контрольный пакет акций Shanghai Fenghua Group. В 2014 году Hanhua Financial Holding был зарегистрирован на Гонконгской фондовой бирже. В 2015 году Loncin Motor и BMW подписали соглашение о производстве скутеров в Чунцине, а USUM Investment Group стала крупнейшим акционером Chiho Environmental Group. 
В 2016 году Hanhua Financial Holding запустил Chongqing Fumin Bank, а USUM Investment Group через Chiho Environmental Group приобрела германскую компанию по переработке металлов Scholz Holding. В 2017 году Loncin Motor приобрела итальянскую компанию CMD (Costruzioni Motori Diesel), выпускающую авиационные двигатели для малой авиации.

## Деятельность
Основными активами Loncin Holdings являются компании Chiho Environmental Group (по состоянию на 2022 год её оборот составлял 19,57 млрд гонконгских долларов), Loncin Motor (по состоянию на 2022 год её оборот составлял 11,64 млрд юаней) и Hanhua Financial Holding (по состоянию на 2022 год её оборот составлял 896 млн гонконгских долларов).

## Структура

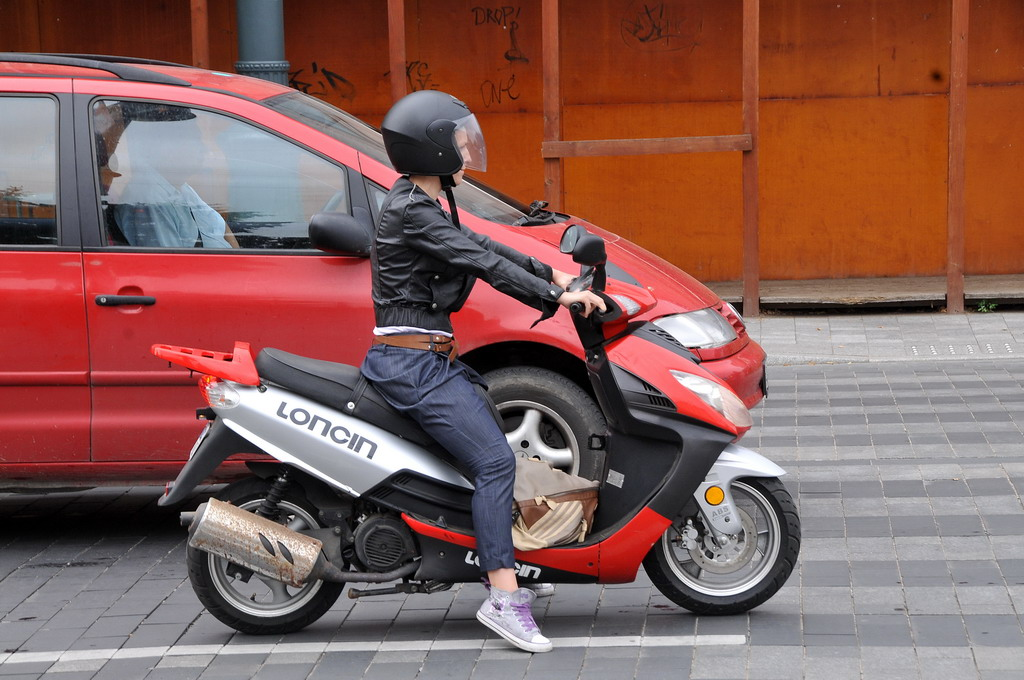
Скутер Loncin

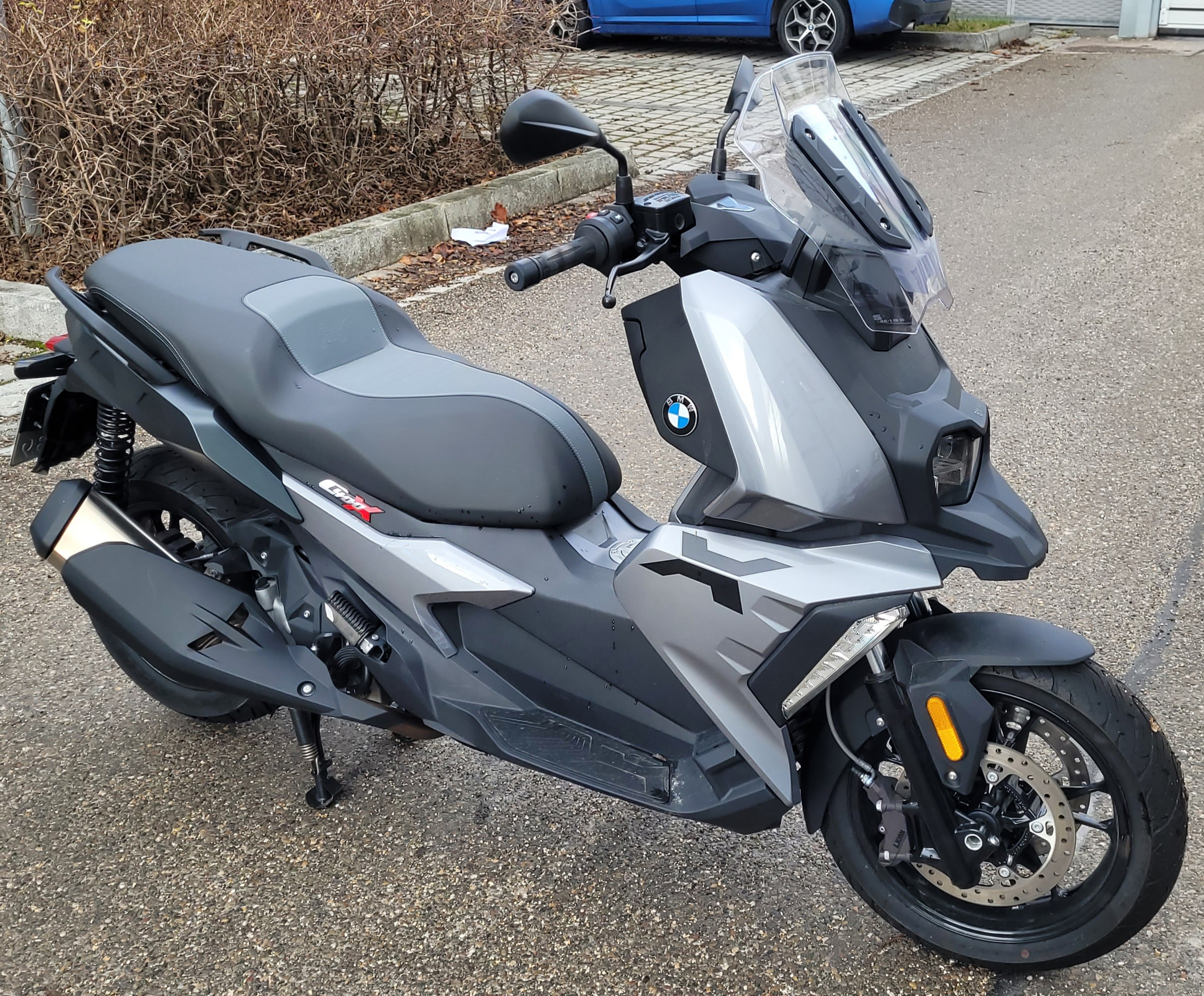
Скутер BMW C400 X

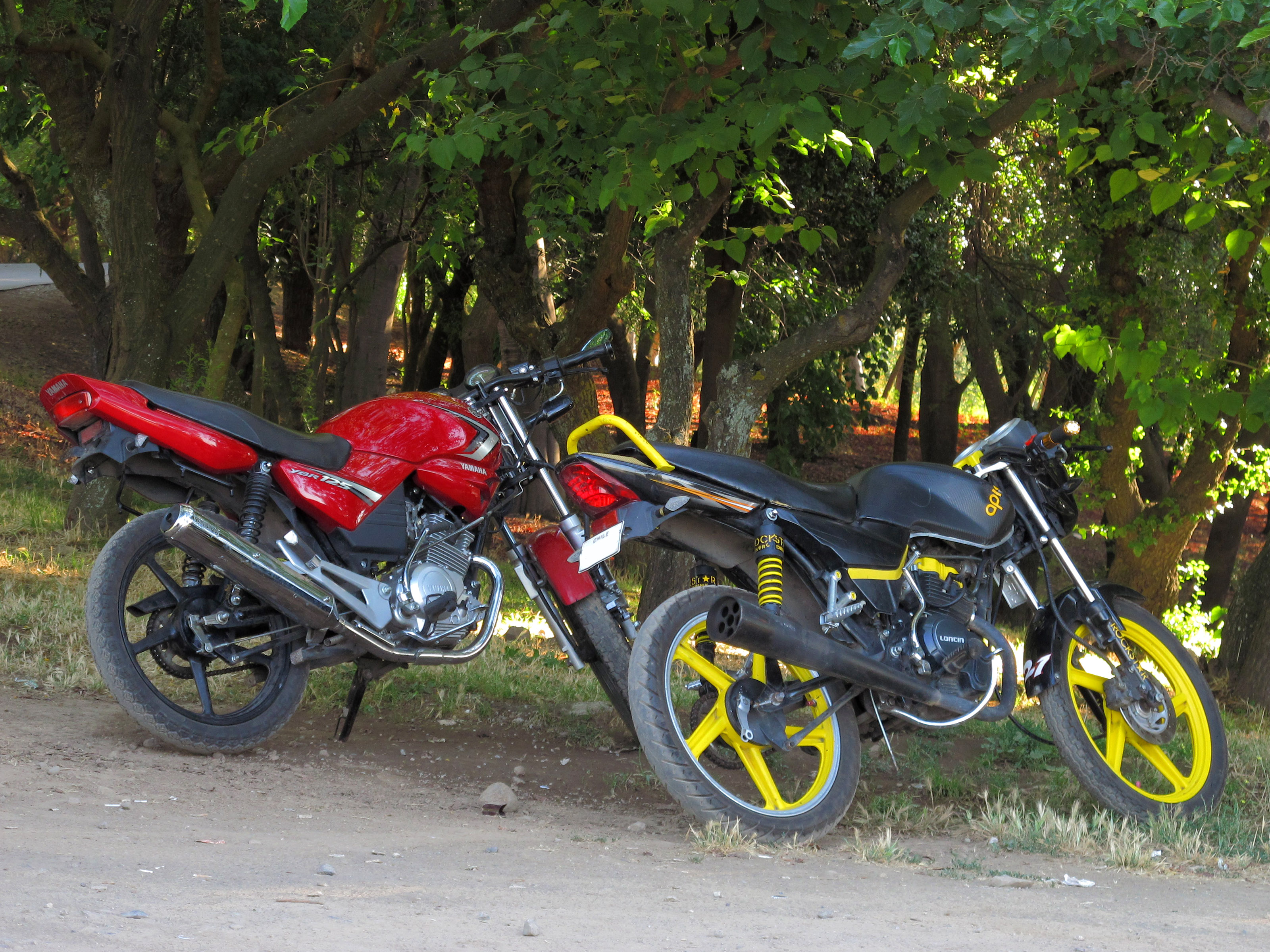
Мотоциклы Loncin и Yamaha

В состав Loncin Holdings входит несколько дочерних структур:
- Loncin Motor Co. Ltd. (Чунцин) — производит мотоциклы под марками Loncin, Jin Long, Voge, Italika, Katana и Viper, скутеры под марками Loncin и BMW, трициклы и квадроциклы под маркой Loncin, мотоциклетные двигатели под марками Loncin и BMW, авиационные двигатели, генераторы, автомобильные комплектующие, сельскохозяйственную и садовую технику (заводы в Чунцине, Чжэцзяне и Гуандуне), военные и гражданские беспилотные вертолёты (завод в Чжухае); более 8,5 тыс. сотрудников[11][12][13][14][15].
  - Wanon Electric & Machine Co. Ltd. (Гуанчжоу) — производит генераторы, трансформаторы, аккумуляторы, инверторы, оборудование для ветряной и солнечной энергетики (в том числе ветряные турбины и солнечные панели) под маркой Saonon[16].
  - Weineng Electromechanical Co. Ltd. (Гуанчжоу) — производит двигатели, генераторы и другое энергетическое оборудование[17].
  - CMD Costruzioni Motori Diesel S.p.A. (Италия) — разрабатывает и производит двигатели для судов и малой авиации, автомобильные и электронные комплектующие, энергетическое оборудование; заводы расположены в Ателле и Сан-Никола-ла-Страда[18].
- USUM Investment Group Co. Ltd. (Чунцин) — занимается инвестициями в различные активы и стартапы, а также бизнес-консалтингом[19][20]. 
  - Chiho Environmental Group Ltd. (Гонконг) — перерабатывает лом цветных и чёрных металлов, а также отработанное масло, разбирает и перерабатывает автомобили, электронное и электротехническое оборудование; более 2,7 тыс. сотрудников[21][22].
  - Scholz Holding Gmbh (Германия) — перерабатывает лом цветных и чёрных металлов, разбирает и перерабатывает автомобили[23].
- Shanghai Fenghua Group Co. Ltd. (Шанхай) — производит различные пластмассовые изделия и фармацевтические препараты[24][25].
- Hanhua Financial Holdings Co. Ltd. (Чунцин) — предоставляет различные финансовые услуги малому и среднему бизнесу (в том числе гарантии, кредиты, консультации, факторинг, лизинг и услуги по управлению активами), инвестирует в финтех-компании[26][27][28].
  - Chongqing Fumin Bank Co. Ltd.
  - Hanhua Financing Guarantee Group
    - Hanhua Guarantee Co. Ltd.

  - Hanhua Leasing Group
  - Hanhua Capital Investment Management Co. Ltd.
  - Huiwei Asset Management Limited
  - Chongqing Changjiang Finance Factoring Co. Ltd.
  - Shandong Financial Assets Exchange Co. Ltd.
  - Liaoning Fuan Financial Asset Management Co. Ltd.
- Chongqing Rural Commercial Bank (Чунцин) — предоставляет розничные банковские и финансовые услуги (в том числе корпоративный и персональный банкинг)[29][30].
- Chongqing Jinling Auto Group Co. Ltd. (Чунцин) — управляет сетью автомобильных центров (Jinling Auto World), автосалонов и автосервисов[31][32].